# Nabib Newaj Jibon
Nabib Newaj Jibon (tiếng Bengal: নাবিব নেওয়াজ জীবন) là một cầu thủ bóng đá người Bangladesh thi đấu ở vị trí tiền đạo. Hiện tại anh thi đấu cho Dhaka Abahani ở Giải bóng đá ngoại hạng Bangladesh.

## Sự nghiệp quốc tế

### Senior Team
Jibon có màn ra mắt trước Kyrgyzstan tại Vòng loại giải vô địch bóng đá thế giới 2018 năm 2015.
Anh ghi bàn thắng quốc tế đầu tiên trước Sri Lanka ở Cúp Bangabandhu 2016.

## Bàn thắng quốc tế

### Quốc tế
Olympic Team
| #  | Ngày                | Địa điểm                                       | Đối thủ  | Tỉ số | Kết quả   | Giải đấu                    |
| -- | ------------------- | ---------------------------------------------- | -------- | ----- | --------- | --------------------------- |
| 1. | 9 tháng 2 năm 2016  | SAI Centre, Paltan Bazaar                      | Bhutan   | 1–1   | 1–1       | Đại hội Thể thao Nam Á 2016 |
| 2. | 11 tháng 2 năm 2016 | SAI Centre, Paltan Bazaar                      | Nepal    | 2–1   | 2–1       | Đại hội Thể thao Nam Á 2016 |
| 3. | 15 tháng 2 năm 2016 | Sân vận động Thể thao Indira Gandhi, Sarusajai | Maldives | 1–0   | 2(5)–(4)2 | Đại hội Thể thao Nam Á 2016 |

Đội tuyển quốc gia
| #  | Ngày                 | Địa điểm                                              | Đối thủ   | Tỉ số | Kết quả | Giải đấu             |
| -- | -------------------- | ----------------------------------------------------- | --------- | ----- | ------- | -------------------- |
| 1. | 8 tháng 1 năm 2016   | Sân vận động Shamsul Huda, Jessore, Sri Lanka         | Sri Lanka | 3–1   | 4–2     | Cúp Bangabandhu 2016 |
| 2. | 18 tháng 3 năm 2016  | Sân vận động Thành phố Thể thao Zayed, Abu Dhabi, UAE | UAE       | 1–1   | 1–6     | Giao hữu             |
| 3. | 29 tháng 9 năm 2019  | Sân vận động Quốc gia Bangabandhu, Dhaka, Bangladesh  | Bhutan    | 1–0   | 4–1     | Giao hữu             |
| 4. | 29 tháng 9 năm 2019  | Sân vận động Quốc gia Bangabandhu, Dhaka, Bangladesh  | Bhutan    | 2–0   | 4–1     | Giao hữu             |
| 5. | 13 tháng 11 năm 2020 | Sân vận động Quốc gia Bangabandhu, Dhaka, Bangladesh  | Nepal     | 1–0   | 2–0     | Giao hữu             |

### Câu lạc bộ
Dhaka Mohammedan
| #  | Ngày                 | Địa điểm                            | Đối thủ  | Tỉ số | Kết quả | Giải đấu                                 |
| -- | -------------------- | ----------------------------------- | -------- | ----- | ------- | ---------------------------------------- |
| 1. | 23 tháng 10 năm 2015 | Sân vận động M. A. Aziz, Chittagong | Solid SC | 4–1   | 6–1     | Sheikh Kamal International Club Cup 2015 |

## Thống kê sự nghiệp

### Quốc tế
Tính đến 24 tháng 3 năm 2016
| Đội tuyển quốc gia Bangladesh | Đội tuyển quốc gia Bangladesh | Đội tuyển quốc gia Bangladesh |
| Năm                           | Số trận                       | Bàn thắng                     |
| ----------------------------- | ----------------------------- | ----------------------------- |
| 2015                          | 6                             | 0                             |
| 2016                          | 4                             | 2                             |

### Câu lạc bộ
| Giải bóng đá ngoại hạng Bangladesh | Giải bóng đá ngoại hạng Bangladesh | Giải bóng đá ngoại hạng Bangladesh |
| Câu lạc bộ                         | Bàn thắng                          | Kiến tạo                           |
| ---------------------------------- | ---------------------------------- | ---------------------------------- |
| Team BJMC                          | 8                                  | 10                                 |